# 山下篤子
山下篤子（やました あつこ、1952年-　）は、日本の翻訳家。
北海道大学歯学部卒業。歯科医師。大学病院勤務、保健所勤務などを経て翻訳家。
翻訳家鈴木主税が主宰していた翻訳グループ「牧人舎」に所属。

## 翻訳
- 『脳に効く!カフェイン&アルコール』スティーヴン・ブラウン 三田出版会 1997.6
- 『死は終わりではない』スーキー・ミラー 角川書店 1997.9
- 『男の凶暴性はどこからきたか』リチャード・ランガム,デイル・ピーターソン 三田出版会 1998.2
- 『心は薬で変えられるか』スコット・K.ヴェジェバーグ 三田出版会(サイエンス・フォーカス) 1998
- 『バイアグラ 驚異の新薬』ラリー・カーツェンスタイン 三田出版会 1998.7
- 『ここまでわかった脳と心』スーザン・グリーンフィールド編 集英社 1998.9
- 『優生学の復活? 遺伝子中心主義の行方』ブライアン・アップルヤード 毎日新聞社 1999.11
- 『血液の物語』ダグラス・スター 河出書房新社 1999.12
- 『シャドー・シンドローム 心と脳と薬物治療』ジョン・レイティ,キャサリン・ジョンソン 河出書房新社 1999.5
- 『脳のなかの幽霊』V・S・ラマチャンドラン,サンドラ・ブレイクスリー 角川書店 1999.7  のち文庫
- 『人は嘘なしでは生きられない』エドゥアルド・ジアネッティ 角川書店 2002.9
- 『共感覚者の驚くべき日常 形を味わう人、色を聴く人』リチャード・E.シトーウィック 草思社 2002.4
- 『知の挑戦 科学的知性と文化的知性の統合』エドワード・O.ウィルソン 角川書店 2002.12
- 『心の仕組み 人間関係にどう関わるか』スティーブン・ピンカー 椋田直子共訳 日本放送出版協会(NHKブックス) 2003　のちちくま学芸文庫
- 『生命の未来』エドワード・O・ウィルソン 角川書店 2003.12
- 『日本における権利のかたち 権利意識の歴史と発展』エリック・A.フェルドマン 現代人文社 2003.12
- 『血液クライシス 血液供給とHIV問題の国際比較』エリック・A.フェルドマン,ロナルド・ベイヤー 現代人文社 2003.12
- 『人間の本性を考える 心は「空白の石版」か』スティーブン・ピンカー 日本放送出版協会(NHKブックス　2004
- 『人間の終焉 テクノロジーは、もう十分だ!』ビル・マッキベン 河出書房新社 2005.8
- 『脳のなかの幽霊、ふたたび 見えてきた心のしくみ』V.S.ラマチャンドラン 角川書店 2005.7 のち文庫
- 『脳内復活 脳科学がたどりついた「幸福」の原点』グレッグ・D.ジェイコブス PHP研究所 2006.4
- 『うぬぼれる脳 「鏡のなかの顔」と自己意識』ジュリアン・ポール・キーナン,ゴードン・ギャラップ・ジュニア,ディーン・フォーク 日本放送出版協会(NHKブックス 2006
- 『数学する遺伝子 あなたが数を使いこなし、論理的に考えられるわけ』キース・デブリン 早川書房 2007.1
- 『ニッチ構築 忘れられていた進化過程』F.John Odling-Smee,Kevin N.Laland,Marcus W.Feldman 佐倉統,徳永幸彦共訳 共立出版 2007.9
- 『香りの愉しみ、匂いの秘密』ルカ・トゥリン 河出書房新社 2008.1
- 『ドングリと文明 偉大な木が創った1万5000年の人類史』ウィリアム・ブライアント・ローガン 日経BP社 2008.9
- 『脳のなかの万華鏡 「共感覚」のめくるめく世界』リチャード・E.サイトウィック,デイヴィッド・M.イーグルマン 河出書房新社 2010.8
- 『脳のなかの天使』V・S・ラマチャンドラン 角川書店, 2013